# Oligacanthorhynchus shillongensis
Oligacanthorhynchus shillongensis är en hakmaskart som först beskrevs av Nibedita Sen och Neena Chauhan 1972.  Oligacanthorhynchus shillongensis ingår i släktet Oligacanthorhynchus och familjen Oligacanthorhynchidae. Inga underarter finns listade i Catalogue of Life.